# ميركا مورا
ميركا مورا (بالفرنسية: Mirka Madeline Mora)‏‏ (18 مارس 1928 - 27 أغسطس 2018) هي شخصية ثقافية وفنانة بصرية فرنسية أسترالية، ساعمتٍ بشكلٍ كبير في تطوير الفن المعاصر في أستراليا، حيثُ تساهم في التصوير والنحت والفسيفساء.